# Colus callorhinus
Colus callorhinus är en snäckart som först beskrevs av Dall 1877.  Colus callorhinus ingår i släktet Colus och familjen valthornssnäckor. Inga underarter finns listade i Catalogue of Life.